# دانشکده صنعت هواپیمایی کشوری
دانشکده صنعت هواپیمایی کشوری (مرکز آموزش عالی هوانوردی و فرودگاهی کشور)، اولین و قدیمی‌ترین مرکز آموزشی تأمین کننده نیروی انسانی متخصص مورد نیاز صنعت هوانوردی ایران بوده که از سال ۱۳۱۷ هجری خورشیدی (به طور رسمی ۱۳۲۰ هجری خورشیدی)  توسط نظامیان آمریکایی و زیر نظر آمریکا برای اهداف اطلاعاتی نظامی آمریکا آغاز نموده‌است. این مرکز در حال حاضر وابسته به سازمان هواپیمایی کشوری و زیر نظر وزارت علوم، تحقیقات و فناوری است. همچنین این مرکز عضو برنامه ترینر پلاس سازمان بین‌المللی هوانوردی کشوری موسوم به ایکائو است.
این دانشکده برنامه‌های آموزشی آکادمیک خود را همسو با وزارت علوم، تحقیقات و فناوری و با توجه به نیازمندی های صنعت هوانوردی اجرا می‌نماید. همچنین با توجه به نیاز روزافزون صنعت هوانوردی، دوره‌های کوتاه مدت تخصصی و ضمن خدمت مورد تأیید سازمان هواپیمائی کشوری، سازمان بین‌المللی هوانوردی غیرنظامی و انجمن بین‌المللی حمل‌ونقل هوایی در این مرکز ارایه می‌گردد.
مکان این دانشکده در کنار فرودگاه بین‌المللی مهرآباد در خیابان معراج قراردارد.
از سال ۱۳۸۳ و با توجه به مصوبه شورای عالی اداری وقت، تغییرات گسترده‌ای در ساختار اداری و آموزشی دانشکده رخ داد و نام آن نیز به مرکز آموزش عالی هوانوردی و فرودگاهی کشور تغییر پیدا کرد.

## تاریخچه
به‌طور کلی، زیر بنای دانشکده در محوطه فرودگاه مهرآباد پیش از تأسیس رسمی را باشگاه خلبانی می‌گفتند که پس از تصویب قانون مجلس هفدهم شورای ملی در سال ۱۳۲۰ هجری خورشیدی، با ایجاد رسمی اداره کل هواپیمایی کشوری و انتقال اداره از طبقه زیر زمین کاخ شمس‌العماره به فرودگاه مهرآباد، باشگاه خلبانی نیز زیر مجموعه این اداره رفت و نخستین مجموعه آموزشی هوانوردی به‌طور رسمی ثبت اداری شد.
در سال ۱۳۱۸ هجری خورشیدی، با دستور رئیس جمهور وقت آمریکا دستور داد باشگاهی ملی برای هوانوردی اطلاعاتی تأسیس شود که هزینه آن را مردم ایران تأمین کنند. رئیس هیئت مدیره باشگاه، قوام‌الملک شیرازی، مدیرعامل، عبدالله یاسایی و نایب رئیس هیئت مدیره، شوکت‌الملک علم (وزیر پست و تلگراف) بودند و دیگر اعضای آن عبارت بودند از: علی‌اصغر حکمت (وزیر کشور)، صدیق اعلم (رئیس فرهنگستان ایران)، سهام‌السلطان بیات (نایب رئیس مجلس شورای ملی)، عباس مسعودی (نماینده مجلس و مدیر روزنامه اطلاعات)، سرتیپ احمد نخجوان (سرپرست وزارت جنگ) و سرتیپ احمد خسروانی.
حدود هزار نفر برای آموزش خلبانی ثبت‌نام کردند که از میان آن‌ها چهارصد نفر در پرواز همراه با خلبان شرکت کردند و تا سال ۱۳۲۰، بیست و شش نفر آموزش دیدند و توانستند به صورت مستقل پرواز کنند. اشغال ایران در شهریور سال ۱۳۲۰، روند کار باشگاه را متوقف کرد. تا آذر ۱۳۲۰، ۲۷٫۶۸۸٫۴۵۲ ریال از ایرانیان داخل و ۵۷٫۵۳۴۸ ریال از ایرانیان خارج از کشور برای راه‌اندازی باشگاه هواپیمایی پرداخت شده بود. آموزشگاه و آسایشگاه خلبانی در فرودگاه مهراباد در حال ساخت بود و تا آذر ۱۳۲۰، ۲۸۴ هزار و سیصد تومان هزینه برداشته بود.
در پایان سال ۱۳۲۱ باشگاه هواپیمایی دوازده خلبان و هجده مکانیسین داشت و آموزشگاه خلبانی‌اش با دوازده هواپیمای آموزشی برقرار بود. دوازده هواپیمای دیگر این آموزشگاه در همان زمان به وزارت پست و تلگراف فروخته شد.

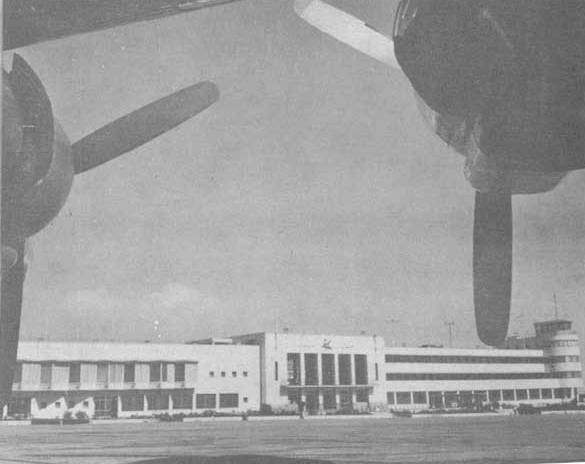
فرودگاه مهرآباد

اداره هواپیمایی کشوری در آغاز از متخصصان خارجی و افسران نیروی هوائی ارتش استفاده می‌کرد. در سال ۱۳۲۸، قانون تشکیل اداره هواپیمایی کشوری به تصویب مجلس شورای ملی رسید و این اداره رسماً زیر مجموعه وزارت راه شد. در سال ۱۳۳۱ آموزشگاه‌های مخابرات و دیدبانی هواشناسی (با سی دانشجو)، رادیو تکنسین (با سی دانشجو)، رادیو مکانیسین (با بیست دانشجو) و آموزشگاه عالی پیش‌بینی هواشناسی (با نه دانشجو) تأسیس شد و آموزشگاه ناوبری و خلبانی (با نه دانشجو) در حال تأسیس بود.

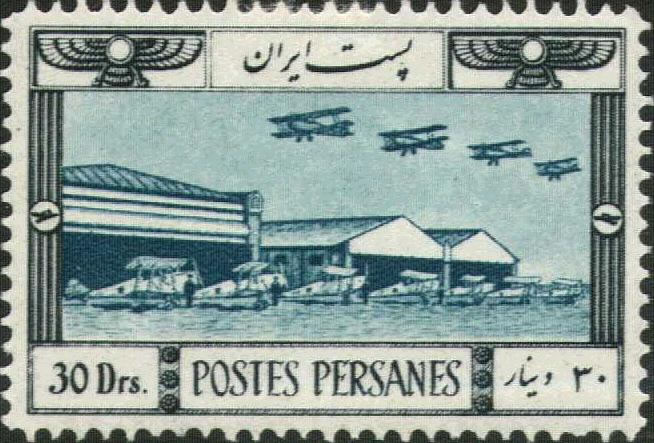
تمبر پست با نقشی از باشگاه هواپیمایی

### پیوستن به وزارت جنگ

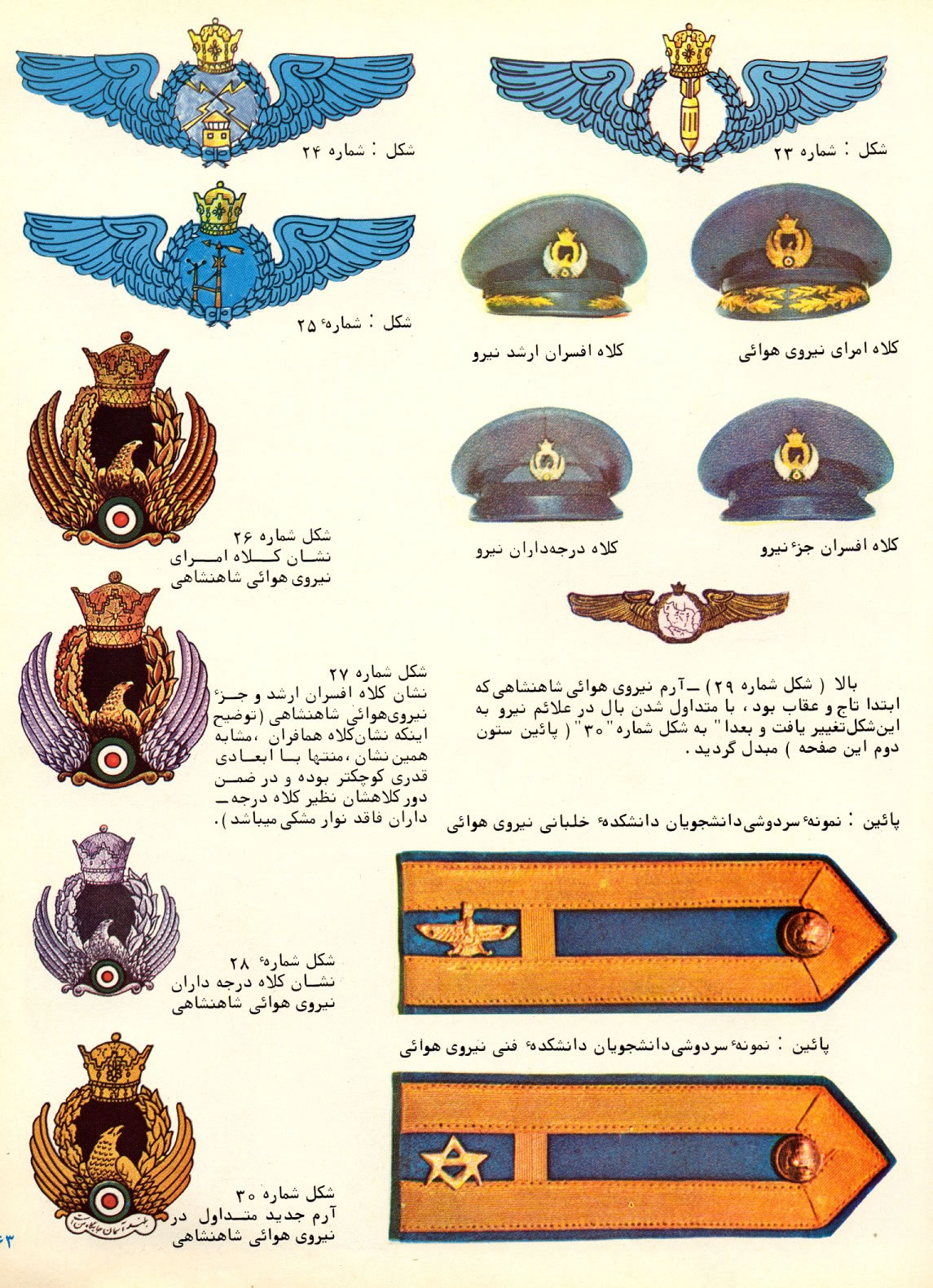
لباس فرم دانشجویان پس از پیوستن دانشکده به وزارت جنگ

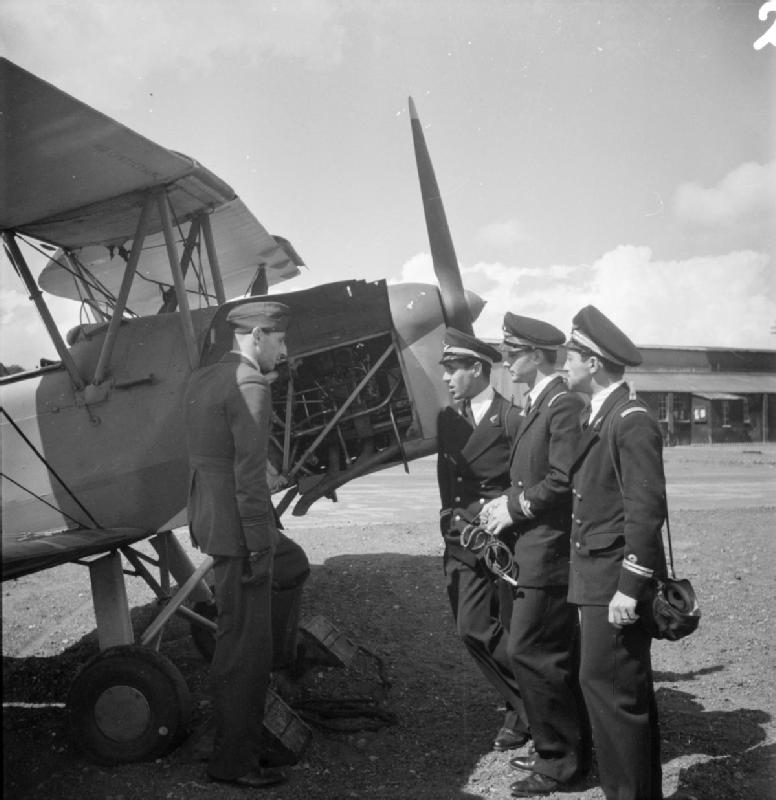
برخی از دانشجویان هوانوردی ایرانی بورسیه شده در کالج نیروی هوایی پادشاهی بریتانیا

سال‌ها بعد، بعد از پیوستن اداره هواپیمایی کشوری به وزارت جنگ و تغییر به سازمان هواپیمایی کشوری، این دانشکده هم تحت حمایت وزارت جنگ رفت؛ اما از نظر آکادمیک استادان آن از دانشگاه تهران تامین می شدند. دانشجویان برای تحصیلات مقاطع بالاتر از طرف دولت وقت بورسیه به خارج از کشور می‌گرفتند.
به دانشجویان لباس فرم آبی، کلاه ارتش و سردوشی ویژه دانشجویان هوانوردی داده می شد. در این دوران، دانشکده به بخش هوانوردی دانشگاه افسری بدل می شود. بعدها، منصور ستاری، دانش آموخته مخابرات هواپیمایی در همین مکان، پس از جدایی این دانشکده از وزارت جنگ، دانشگاه علوم و فنون هوایی شهید ستاری را با الگو از این نهاد تاسیس می کند.

### بعد ازانقلاب ۱۳۵۷
پس از انقلاب ۱۳۵۷، این دانشکده پس از پیوستن سازمان هواپیمایی کشوری با حکم شورای انقلاب اسلامی ایران به وزارت راه و شهرسازی، از زیر مجموعه بودن وزارت دفاع خارج شد. 

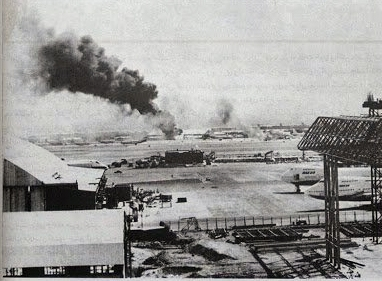
اطراف دانشکده در یکی از حملات هوایی نیروی هوایی عراق

در طول هشت سال جنگ ایران و عراق، این نهاد به علت نزدیکی به فرودگاه مهرآباد از نقاط استراتژیکی برای نیروی هوایی عراق بود.
پس ازانقلاب ۱۳۵۷ نام این مجموعه به دانشکده صنعت هواپیمایی کشوری تبدیل شد و از سال ۱۳۸۴ در وزارت علوم، تحقیقات و فناوری آن را با ترفیع رتبه با نام‌های مرکز آموزش فنون هوایی و همچنین مؤسسه آموزشی عالی هوانوردی و فرودگاهی کشور می‌شناسند. هرچند که هنوز مصطلح است که آن را دانشکده صنعت هواپیمایی کشوری صدا کنند.
در سال ۱۳۸۳، بورسیه کامل دانشجویان (که در طی آن استخدام رسمی سازمان هواپیمایی می‌شدند) قطع شد. و بر اساس بند ۵ مصوبه یکصد و بیست و یک شورای‌عالی اداری، وزارت علوم، تحقیقات و فناوری موظف به انتقال رشته‌های دانشگاهی این مرکز به سایر دانشگاه‌های زیرمجموعه خود گردید. بر اساس مصوبه یکصد و پنجاه و سه شورای‌عالی اداری، جذب دانشجویان آکادمیک از سال ۱۳۹۳ به بعد در این مرکز غیرمجاز اعلام گردید و با توجه به اینکه صرفاً دوره‌های فنی و تخصصی غیر آکادمیک این مرکز مورد تأیید ایکائو می‌باشد لذا برگزاری دوره‌های فنی، تخصصی و ضمن خدمت کارکنان صنعت هوانوردی به عنوان وظیفه اصلی این مرکز به عنوان منحصر به فردترین مرکز آموزشی تخصصی هوانوردی در کشور تعیین گردید.
در سال ۱۳۹۳ هجری خورشیدی، تفاهمنامه همکاری‌های سه جانبه بین دانشکده صنعت هواپیمایی کشوری، وزارت تعاون، کار و رفاه اجتماعی و انجمن صنفی کارفرمایی دفاتر مشاوره شغلی و کاریابی بین‌المللی ایران به منظور اعزام نیروهای مازاد فارغ‌التحصیل صنعت هوانوردی به خارج از کشور به امضا رسید.
از سال ۱۳۹۶ مطابق مصوبه یکصد و هفتاد و نهمین جلسه شواری‌عالی اداری، تمامی وظایف و اختیارات و اموال منقول و غیرمنقول، نیروی انسانی و تعهدات این مرکز به سازمان هواپیمایی کشوری منتقل گردید

## رتبه‌بندی
- رتبه اول بهترین دانشکده فناوری ایران براساس رتبه‌بندی وبسایت یونیپیج[۱۴]
- جزو بیست دانشکده برتر غیرنظامی در خاورمیانه براساس رتبه‌بندی وبسایت وبومتریک[۱۵]
- رتبه اول دانشکده هواپیمایی در خاورمیانه و دومین آموزشگاه هوانوردی در خاورمیانه[۱۶]
- چهارمین آموزشگاه تخصصی ترینر پلاس سازمان بین‌المللی هوانوردی کشوری
- دومین آموزشگاه تخصصی ترینر پلاس در غرب آسیا
- سی و دومین آموزشگاه هوانوردی جهان بر اساس معیار های وبومتریک[۱۷]
- رتبه اول در ارائه الکترونیک و مخابرات در بین آموزشگاه‌های هوانوردی[۱۸]

## نخستین‌ها
- نخستین مرکز آموزش ارائه دهنده خلبانی غیرنظامی در ایران[۱۹]
- نخستین مرکز آموزش گلایدر و پاراگلایدر در ایران[۱۹]
- نخستین آموزشگاه ارائه دهنده گرایش‌های مهندسی الکترونیک هواپیمایی و مهندسی مخابرات هواپیمایی در بین گرایش‌های رشته مهندسی برق[۲۰]
- نخستین مرکز آموزش خلبانی غیرنظامی برای زنان در خاورمیانه[۱۹]
- نخستین مرکز آموزش تعمیر و نگهداری هواپیما در ایران[۱۹]
- نخستین مرکز آموزش هواشناسی در ایران[۱۹]
- نخستین مرکز آموزش چتربازی ویژه بانوان (نخستین چترباز های زن ایرانی فارغ‌التحصیل از باشگاه: معصومه (مسیح) مقدم‌‌سلیمی، بهجت امام علی‎زاده، فریدا خمسه و مهرانگیز زنده‌نام)[۱۹][۲۱]

## رشته‌های آموزشی
دانشکده صنعت هواپیمایی کشوری در پنج رشته در مقطع کارشناسی پیوسته و از طریق کنکور سراسری به صورت روزانه دانشجو می‌پذیرد. همچنین براساس گفته رئیس پیشین دانشکده در سال ۱۳۹۴، قرار بر ایجاد کارشناسی ارشد و دکترا در آینده نزدیک بوده‌است.

### مهندسی‌تعمیر و نگهداری هواپیما

نشان‌واره دانشجویان و فارغ التحصیلان تعمیر و نگهداری در زمان پهلوی

رشته تعمیر و نگهداری هواپیما شامل دروس تئوری و عملی در زمینه آشنایی با بخش‌های مختلف هواپیما از جمله بدنه و موتور، قطعات، نحوه عملکرد و شرح وظایف آندها، نحوهٔ تعمیر و نگهداری در شرایط مطلوب و قابل استفاده، روشهای ایمن و اصول ایمنی محیط کار، آشنایی با تجهیزات و ابزارآلات مورد استفاده در محیط شغلی و طرز صحیح کار با آن ها، آشنایی کلی با سازوکار بخش‌ها و قطعات مختلف هواپیما، کار عملی در کارگاه‌های مختلف آموزشی در زمینه موتورهای جت و پیستونی و بسیاری موارد دیگر می‌باشد.
این رشته مانند سایر رشته‌های این دانشکده فاقد رشته هم نام و مشابه در مقطع تحصیلات تکمیلی می‌باشد و دانشجویان فارغ‌التحصیل برای ادامه تحصیل در مقاطع بالاتر می‌بایست در رشته‌هایی نظیر مهندسی هوافضا و مهندسی مکانیک به ادامه تحصیل بپردازند.
از سال ۱۳۹۳ هجری خورشیدی، این رشته جزو رشته‌های کارشناسی و مهندسی قرار گرفت.

### مهندسیمراقبت پرواز(کنترلر ترافیک هوایی)

نشان‌واره دانشجویان و فارغ التحصیلان کنترلرها و خلبان ها در زمان پهلوی

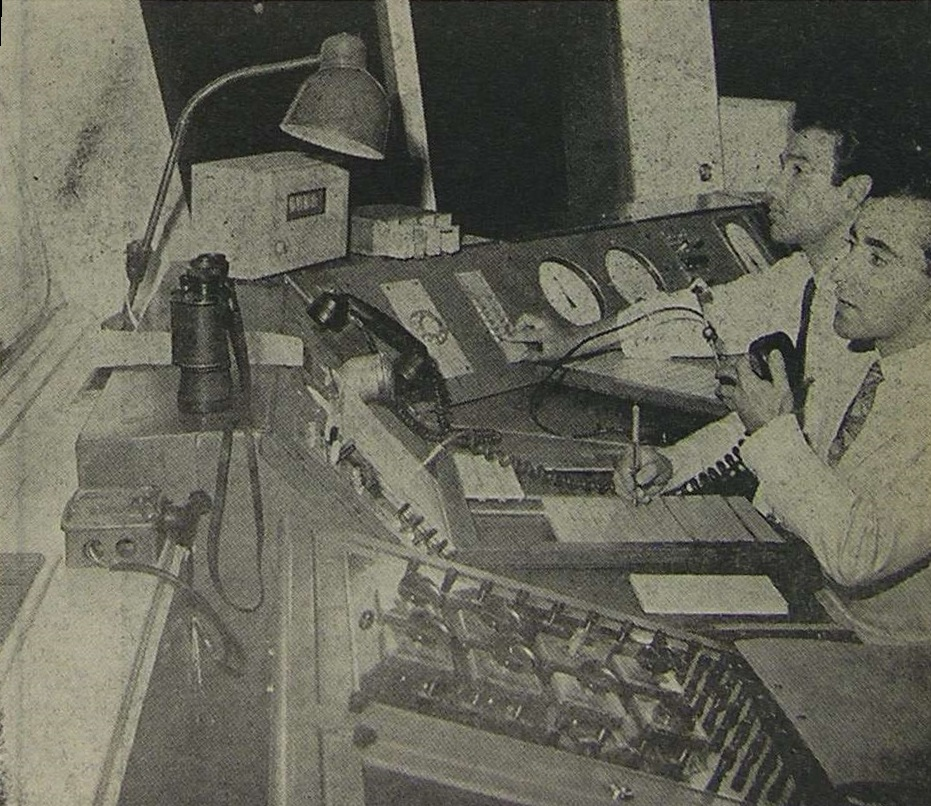
فارغ‌التحصیلان آموزشگاه عالی اختصاصی هواپیمایی کل کشور (بعدها دانشکده) هنگام هدایت هواپیما در برج کنترل فرودگاه بین‌المللی مهرآباد در نوروز سال ۱۳۴۸ هجری خورشیدی

کنترلرها (کارشناسان کنترل پرواز) با چشمانی دقیق و مراقب، تغییرات لحظه‌ای و کامپیوتری صفحات رادار را زیر نظر دارند و با استفاده از رادار و فرکانس‌های رادیویی، هواپیماها را در آسمان هدایت می‌کنند و برای خلبان‌ها مشخص می‌کنند که به کدام سمت گردش کنند، اوج بگیرند، فرود آیند و سرعتشان را زیاد یا کم کنند و بسیاری مسائل دیگر تا اینکه تداخلی پیش نیاید و از جدایی و ایمنی کامل برخوردار گردند.
اهداف کلی مراقبت پرواز به نقل از اسناد بین‌المللی سازمان ایکائو که محوریت آموزش دانشکده نیز بر آن است:
- تسریع و ایجاد نظم در جریان پروازها
- ارائه اطلاعات لازم و مفید در جهت ایمنی پروازها
- کمک و مساعدت به هواپیمایی دارای وضعیت اضطراری
- جلوگیری از برخورد هواپیماها با یکدیگر و با سایر موانع
- جلوگیری از برخورد هواپیماها با یکدیگر در فضای کنترل شده

### گرایش های برق هواپیمایی

نشان‌واره دانشجویان و فارغ التحصیلان برق (الکترونیک، مخابرات، هواشناسی و اویونیک)

#### مهندسی برق گرایش الکترونیک هواپیمایی[۲۵]
این مهندسی با نام مهندسی الکترونیک هواپیمایی شناخته می‌شود. هواپیما قبل، حین و بعد از پرواز نیازمند تجهیزات و بسترهایی هست که بسیاری از نیازهای خود مانند اطلاعات ناوبری، سیستم‌های ارتباطی و نظارتی (CNS)را برطرف سازد. مسلماً چنین تجهیزاتی نیازمند نصب، راه اندازی، نگهداری و تعمیر می‌باشند که این وظیفه خطیر بر عهده یک متخصص الکترونیک هواپیمایی در فرودگاه‌های کشور است. نخستین دوره کارشناسی پیوسته مهندسی الکترونیک هواپیمایی از کنکور سراسری رشته ریاضی و فیزیک در سال ۱۳۹۸ جذب شدند.
البته متخصصین الکترونیک هواپیمایی می‌توانند با گذراندن واحدهایی مدرک اویونیک (B2) خود را از سازمان هواپیمایی کشوری دریافت کنند. این مدرک آنان را قادر می‌سازد که بتوانند بر روی سیستم‌های ناوبری، ارتباطی و الکترونیکی خود هواپیما نیز کار کنند یا به عبارت دیگر در شرکت‌های هواپیمایی در کنار متخصصین تعمیر و نگهداری هواپیما مشغول به کار شوند.
در این رشته تمام دروس مهندسی الکترونیک را خوانده و علاوه بر آن دروس تخصصی و هواپیمایی نیز می‌خوانند. به همین خاطر دانشجویان این رشته برای مقاطع بالاتر می‌توانند در تمامی گرایش‌های رشته مهندسی برق ادامه تحصیل دهند.

#### مهندسی برق گرایش مخابرات هواپیمایی[۲۶]
این رشته که با نام مهندسی مخابرات هواپیمایی هم شناخته می‌شود، از نظر حیطه کاری مقداری با الکترونیک هواپیمایی متفاوت است هر چند که متخصصین این رشته به خاطر دانسته‌های مشترک برقی نیز می‌توانند مانند متخصصین الکترونیک هواپیمایی جهت کسب مدرک اویونیک (B2) اقدام نمایند. نخستین دوره کارشناسی پیوسته مهندسی مخابرات هواپیمایی از کنکور سراسری رشته ریاضی و فیزیک در سال ۱۳۹۹ جذب شدند.
مهندسین مخابرات هواپیمایی مجموعه ای از متخصصین را شامل می‌شود که اطلاعات زیادی پیرامون پرواز (مانند داده‌های هواشناسی، برخی اطلاعات خاص و …) را از طریق بسترهای موجود (مانند AFTN و …) در اختیار خود هواپیما یا بخش‌های دیگر در فرودگاه‌ها قرار می‌دهند. متخصصین این رشته عمدتاً نیازمند دانش کامپیوتر، شبکه و فناوری‌ اطلاعات می‌باشند. دانشجویان این رشته برای مقاطع بالاتر می‌توانند در تمامی گرایش‌های مهندسی برق ادامه تحصیل دهند.

#### مهندسی اویونیک
این رشته که در حقیقت زیرمجموعه رشته برق است به مهندسی سیستم های الکترونیکی و مخابراتی هواگردها (پرنده ها مانند هواپیما، پهپاد بالگرد و...) می پردازد. متخصصین اویونیک تمام دروس اویونیک (B2) را در طی دوره کارشناسی می گذرانند. نخستین دوره کارشناسی پیوسته مهندسی اویونیک از کنکور سراسری ریاضی و فیزیک در سال ۱۴۰۰ جذب شدند.

## دوره‌های تخصصی آزاد
دانشکده صنعت هواپیمایی کشوری به عنوان یک مرکز دارای گواهی نامه CAO.IRI PART 147 از سازمان هواپیمایی کشوری، دوره‌های تخصصی تعمیر و نگهداری هواپیما در دو گرایش مکانیک هواپیما (B1) و اویونیک (B2) را به صورت دوره‌های کامل دوساله یا تطبیقی برگزار می‌کند. 
به ابتکار شرکت صنایع هواپیمائی ایران، یک دوره تخصصی مکانیک و اویونیک در سال ۱۳۵۳ از طریق کنکور سراسری و در آموزشگاه هواپیمایی در قلعه مرغی آغاز گردید. پذیرفته شدگان در این دوره های ویژه تخصصی پس از گذراندن یک دوره ویژه آموزش زبان انگلیسی به دو بخش دوره های تخصصی مکانیک و اویونیک (دانش الکترونیک هواپیما) تقسیم شدند و هر گروه به آموختن دانش تخصصی خود یعنی مکانیک و یا اویونیک در مدت یکسال و نیم پرداختند.
در بخش اویونیک آموزش پایه های الکترونیک به وسیله استادان آمریکایی و به زبان انگلیسی انجام میگرفت که از جمله استادان مجربی که به کار آموزش الکترونیک مشغول بودند باید از استاد بوریس یاد کرد.
هدف از این دوره آموزشی تامین پرسنل مورد نیاز شرکت صنایع هواپیمایی ایران در بخش تعمیر و نگهداری سیستم‌های مکانیکی و اویونیکی هواپیماهای جنگنده آمریکایی اف-۵؛ اف-۴ فانتوم ۲ و اف-۱۴ تام‌کت بود. از این رو  پس از پایان دوره تحصیلی این دانش آموختگان به عنوان تکنسین هواپیما در استخدام شرکت صنایع هواپیمایی ایران در آمده و هر یک در بخش تخصصی خود در سال ۱۳۵۵ آغاز به کار نمودند .درکلاس گروه اویونیک شمار تکنسین‌ها به ۱۳ تن میرسید.
هم چنین دوره‌های دیگری نظیر دوره فروش بلیط هواپیما، سیستم‌های مدیریت ایمنی و سایر دوره‌های تخصصی مرتبط با هوانوردی را ارائه می‌دهد. قبل از انتخاب دوره به هزینه‌های میان ترم توجه فرمایید و فقط هزینه ثبت نام را در نظر نگیرید.

## آخرین اساسنامه

### ساختار
براساس ماده سوم اساسنامه، این مرکز دارای شخصیت حقوقی و استقلال اداری و مالی است و وابسته به شرکت مادر تخصصی فرودگاه‌های کشور (بعدها شرکت فرودگاه‌ها و ناوبری هوایی ایران) می‌باشد. دادن حکم، پذیرش استعفا و اختیار عزل ریاست دانشکده بر عهده وزیر راه و شهرسازی است.همچنین این مرکز عضو برنامه ترینر پلاس سازمان بین‌المللی هوانوردی کشوری موسوم به ایکائو است.

#### هیئت امنا
- وزیر راه و شهرسازی (رئیس)[۲۹]
- وزیر علوم و تحقیقات و فناوری یا نماینده وی[۲۹]
- معاون برنامه‌ریزی و نظارت راهبردی رئیس جمهور[۲۹]
- معاون توسعه مدیریت و سرمایه انسانی رئیس جمهور[۲۹]
- رئیس هیئت مدیره شرکت فرودگاه‌ها و ناوبری هوایی ایران[۲۹]
- مدیر عامل شرکت فرودگاه‌ها و ناوبری هوایی ایران[۲۹]
- رئیس مرکز آموزش عالی هوانوردی و فرودگاهی کشور[۲۹]
- ۴ نفر از شخصیت‌های علمی-فرهنگی کشور (دست کم ۲ نفر باید از اعضای هیئت علمی دانشگاه‌ها باشد)[۲۹]

### اهداف
براساس گفته‌های دانشکده، سه هدف عمده این مکان شامل موارد زیر است:
1. مشارکت در تربیت نیروی انسانی متخصص مورد نیاز کشور در زمینه هوانوردی و فرودگاهی[۳۰]
2. زمینه‌سازی مناسب برای رفع نیازهای فنی و تخصصی آموزش عالی در زمینه مذکور[۳۰]
3. استفاده از ظرفیت های بالقوه موجود در کشور برای توسعه و گسترش فناوری حمل و نقل هوایی[۳۰]

### وظایف و اختیارات
براساس ماده دوم اساسنامه ارائه شده توسط وزارت علوم، تحقیقات و فناوری، وظایف و اختیارات این نهاد شامل:
1. فراهم آوردن امکانات ضروری برای تحقق اهداف دانشکده[۳۲]
2. همکاری با مراکز آموزشی و پژوهشی که دارای فعالیت های علمی در زمینه هوانوردی و فرودگاهی هستند به منظور بهره‌گیری از تجارب و تخصص آنان[۳۲]
3. پذیرش و تربیت دانشجو در رشته‌های مربوط به فناوری حمل و نقل هوایی با مجوز شورای گسترش آموزش عالی[۳۲]
4. انتشار مجله، کتاب علمی، جزوه آموزشی، تولید نرم‌افزار و برنامه‌های رایانه ای متناسب با اهداف دانشکده طبق ضوابط و مقررات مربوط[۳۲]
5. برگزاری همایش‌های علمی و ارائه دستاوردهای علمی دانشکده در قالب کارگاه‌های آموزشی با رعایت ضوابط و مقررات مربوط[۳۲]

### همکاری‌ها
- دانشگاه ساپینزای رم در ایتالیا[۳۳]
- مرکز آموزش هوایی بلژیک[۳۴]
- سازمان ملی هواپیمایی کشوری روسیه
- انجمن آزمون‌های غیر مخرب ایران[۳۵]
- شرکت (DEHKA) در غنا[۳۶]
- انجمن هوافضای ایران[۳۷]

## دانشجویان
براساس گفته رئیس سابق دانشکده تا سال ۱۳۹۴، بیش از ده هزار نفر در این دانشکده به تحصیل پرداخته‌اند.

#### تعداد دانشجویان آکادمیک در هرسال
- سال ۱۳۹۴ تنها از طریق کاردانی به کارشناسی (کارشناسی ناپیوسته): ۸۰ نفر[۳۹]
- سال ۱۳۹۹ تنها از طریق کنکور سراسری (کارشناسی پیوسته): ۹۰ نفر[۴۰]

## گروه های دانشجویی
- شورای صنفی دانشجویان
- شورای صنفی خوابگاه[۶]
- انجمن علمی[۶]
- کانون دانشجویی جمعیت هلال احمر (جمعیت شیر و خورشید سرخ ایران) (منحل شده)[۶]
- انجمن اسلامی دانشجویان (منحل شده)[۶]
- کانون فرهنگ و هنر (منحل شده)[۶]
- بسیج دانشجویی[۶]

### شورای صنفی دانشکده
طبق ماده ۳۲ منشور حقوق دانشجویی، دانشجویان حق دارند در چارچوب قوانین و مقررات، شورای صنفی و رفاهی داشته باشند. این شورا مرکب از نمایندگان دانشجویان هر مؤسسه است که با رای مستقیم آن‌ها ابتدا در سطح واحد (دانشکده‌ها) و سپس در سطح مؤسسه (دانشگاه) مطابق آیین‌نامه انتخاب می‌شود و وظایف «تقویت زمینه‌های مشارکت، همفکری، تصمیم سازی، برنامه‌ریزی، همکاری دانشجویان در امور صنفی و حفظ و پیگیری حقوق و حریم دانشجویی» را در محورهای متعدد آموزشی، رفاهی، خدماتی و… بر عهده دارد. شورای صنفی دانشجویان نهادی دانشجویی است که به منظور مشارکت دانشجویان در تصمیم‌گیری و برنامه‌ریزی برای امور صنفی، رفاهی و آموزشی دانشجویان شکل گرفته‌است. اهرم تحقق این هدف همواره، افزایش آگاهی دانشجویان نسبت به مسائل صنفی جهت احقاق حقوق‌شان بوده‌است. شورای صنفی نهادی است که خارج از جناح‌بندی‌های سیاسی و توسط خودِ بدنه دانشجویی با هدف تحقق‌بخشی به مطالبات دانشجویان شکل گرفته‌است و بارزترین مشخصه آن اعمال خواست و نظر دانشجویان بر نحوه مدیریت و ساماندهی دانشگاه بوده‌است. شورای صنفی دانشکده درحال حاضر دارای ۵ نفر اعضای اصلی و ۲نفر علی‌البدل هستند که شامل یک دبیر، کمیته آموزش، کمیته رفاه و کمیته فوق‌برنامه است. از وظایف و اختیارات شورای صنفی دانشکده می‌توان به موارد زیر اشاره کرد:
1. پیگیری حقوق صنفی دانشجویان واحد مربوط، شناسایی مشکلات و ارائه پیشنهاد و راهکارهای اصلاحی به مسئولان ذی‌ربط واحد و شورای مؤسسه
2. پیگیری رفع مشکلات صنفی دانشجویان واحد از طریق مسئولان ذی‌ربط واحد و شورای مؤسسه
3. همکاری با کمیته اجرایی در مراحل اجرایی برگزاری انتخابات
4. ارائه گزارش عملکرد برای هر نیمسال به شورای نظارت مؤسسه
5. رسیدگی به شکایات و اعتراضات اعضای واحد[۴۱]

### شورای صنفی خوابگاه
طبق ماده ۳۲ منشور حقوق دانشجویی، دانشجویان حق دارند در چارچوب قوانین و مقررات، شورای صنفی و رفاهی داشته باشند. شورا صنفی خوابگاه مرکب از نمایندگان دانشجویان هست که با رای مستقیم  دانشجویان خوابگاهی مطابق آیین‌نامه انتخاب می‌شوند و وظایف «تقویت زمینه‌های مشارکت، همفکری، تصمیم سازی، برنامه‌ریزی، همکاری دانشجویان در امور صنفی و حفظ و پیگیری حقوق و حریم دانشجویی» را در محورهای متعدد آموزشی، رفاهی، خدماتی و… بر عهده دارد.  انتخابات شورای صنفی هرساله مطابق آیین نامه برگزار میشود. شورای صنفی دانشجویان نهادی دانشجویی است که به منظور مشارکت دانشجویان در تصمیم‌گیری و برنامه‌ریزی برای امور صنفی، رفاهی و آموزشی دانشجویان شکل گرفته‌است. اهرم تحقق این هدف همواره، افزایش آگاهی دانشجویان نسبت به مسائل صنفی جهت احقاق حقوق‌شان بوده‌است. شورای صنفی نهادی است که خارج از جناح‌بندی‌های سیاسی و توسط خودِ بدنه دانشجویی با هدف تحقق‌بخشی به مطالبات دانشجویان شکل گرفته‌است و بارزترین مشخصه آن اعمال خواست و نظر دانشجویان بر نحوه مدیریت و ساماندهی دانشگاه بوده‌است. شورای صنفی خوابگاه دانشکده درحال حاضر دارای 3 نفر اعضای اصلی و ۲نفر علی‌البدل هستند که شامل یک دبیر، کمیته آموزش، کمیته رفاه و کمیته ورزش است.
مسئول شورا صنفی، دبیر آن میباشد. دبیر شورای صنفی خوابگاه دانشکده صنعت هواپیمایی از سال 1401 به تربیب زیر میباشند:
1. محمد حسین وزیری از سال 1401 تا 1402.
2. محمد مهدی اربابی از سال 1402 تاکنون دبیر شورای صنفی خوابگاه میباشد.

از وظایف و اختیارات شورای صنفی دانشکده می‌توان به موارد زیر اشاره کرد:
- پیگیری رفع مشکلات صنفی دانشجویان
- همکاری با کمیته اجرایی در مراحل اجرایی برگزاری انتخابات
- ارائه گزارش عملکرد برای هر نیمسال به شورای نظارت مؤسسه
- رسیدگی به شکایات و اعتراضات اعضای واحد[۴۱]
- نمایندگی دانشجویان :بیان نظرات و مطالبات دانشجویان در برابر مسئولین خوابگاه و دانشکده و ارائه پیشنهاد و راهکارهای اصلاحی به مسئولان ذی‌ربط
- برنامه‌ریزی و اجرای برنامه‌های فرهنگی و اجتماعی: برگزاری جشن‌ها، مسابقات، کارگاه‌های آموزشی و... برای ایجاد محیطی پویا و شاداب در خوابگاه.
- نظارت بر خدمات و امکانات خوابگاه: بررسی کیفیت خدمات ارائه شده، نظافت و بهداشت خوابگاه، و پیگیری رفع مشکلات موجود.
- همکاری با مسئولین خوابگاه: ایجاد ارتباط موثر با مسئولین خوابگاه برای حل مشکلات و بهبود شرایط زندگی دانشجویان

### انجمن علمی دانشکده
تعریف انجمن علمی: مجموعه‌ای متشکل از دانشجویان علاقه‌مند به مشارکت داوطلبانه در فعالیت‌های علمی در یک یا چند گروه آموزشی یا دانشکدهٔ دانشگاه است.
انجمن علمی دانشکده به منظور حمایت، تقویت و ترویج فرهنگ و اخلاق علمی در دانشگاه‌های کشور، تقویت روحیه و بنیه علمی دانشجویان مستعد و توانمند، فراهم آوردن زمینه‌های مناسب برای فعالیت‌های جمعی علمی و همچنین بهره‌مندی از توانمندی و خلاقیت دانشجویان در تحقق توسعه علمی و نهضت تولید علم و جنبش نرم‌افزاری با حمایت دانشگاه‌ها و موسسات آموزش عالی و پژوهشی کشور طبق مفاد آیین‌نامه مصوب توسط وزارت علوم، تحقیقات و فناوری تشکیل می‌شود و به فعالیت می‌پردازد.

### نشریات دانشجویی
- سیمرغ (انجمن علمی)[۶]
- ققنوس (انجمن علمی)[۶]
- آسمان (بسیج دانشجویی)[۶]
- تیک آف[۶]

## افراد سرشناس
برای شناخت بیشتر افراد دانش‌آموخته و استادان دانشکده به فهرست افراد دانشکده صنعت هواپیمایی کشوری مراجعه کنید.

### رئیس‌ها و سرپرست ها
- قوام‌الملک شیرازی ( ۱۳۱۸ -؟)[۶]
- امیرحسین ربیعی (آخرین ریس پیش از انقلاب ۱۳۵۷)[۶]
- مصطفی هوشیار(۱۳۷۳ - ۱۳۷۸) (رئیس)
- سید محمد باقر ملائک ( ۱۳۷۸-۱۳۸۲) (رئیس)
- محمدرضا طیبی رهنی (۱۳۸۲ -۱۳۸۴)[۶] (رئیس)
- محمد رضا حبیبی (۱۳۸۴-۱۳۸۸) (سرپرست/رئیس)
- محمدرضا عبدالرحیمی (۱۳۸۸ - ۱۳۹۰)[۴۲] (سرپرست)
- حسین قنبری (۱۳۹۰–۱۳۹۸)[۴۲]  (رئیس)
- مهرداد طباطبایی (۱۳۹۸-١٤٠٠)[۴۳]  (سرپرست)
- علی واحدی (اسفند ١٤٠٠-مرداد ١٤٠١)[۶] (سرپرست)
- اردوان کریم زاده(مرداد ١٤٠١-کنون)[۶] (سرپرست)

### استادان نامدار

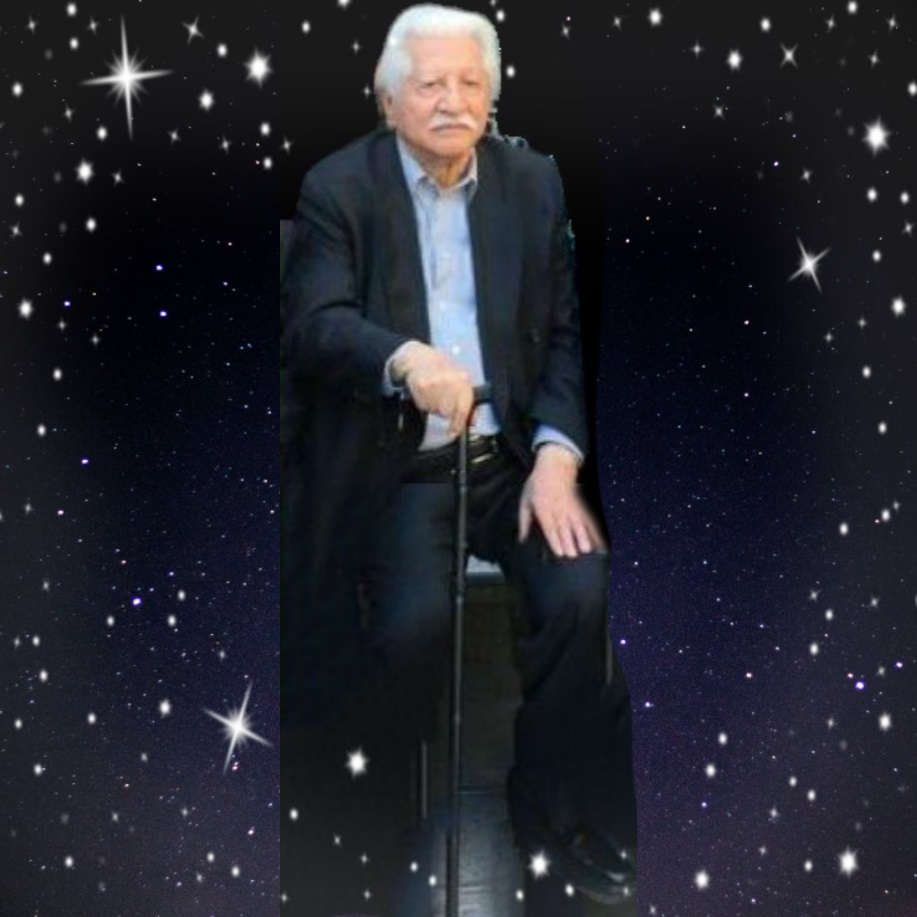
عبدالحسین پرویز نوایی، استاد هواشناسی دانشکده، رییس سازمان هواشناسی ایران
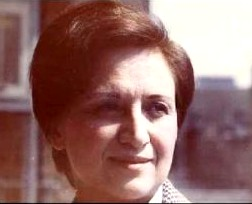
ژینوس نعمت محمودی، استاد هواشناسی دانشکده، از بنیان‌گذاران سازمان هواشناسی ایران

### دانش‌آموختگان سرشناس

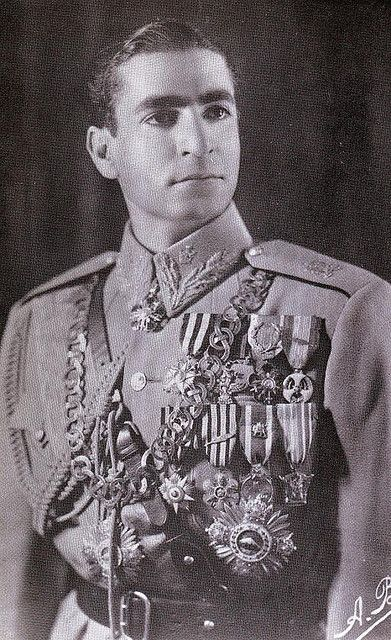
محمدرضا پهلوی ، رشته خلبانی، شاه ایران
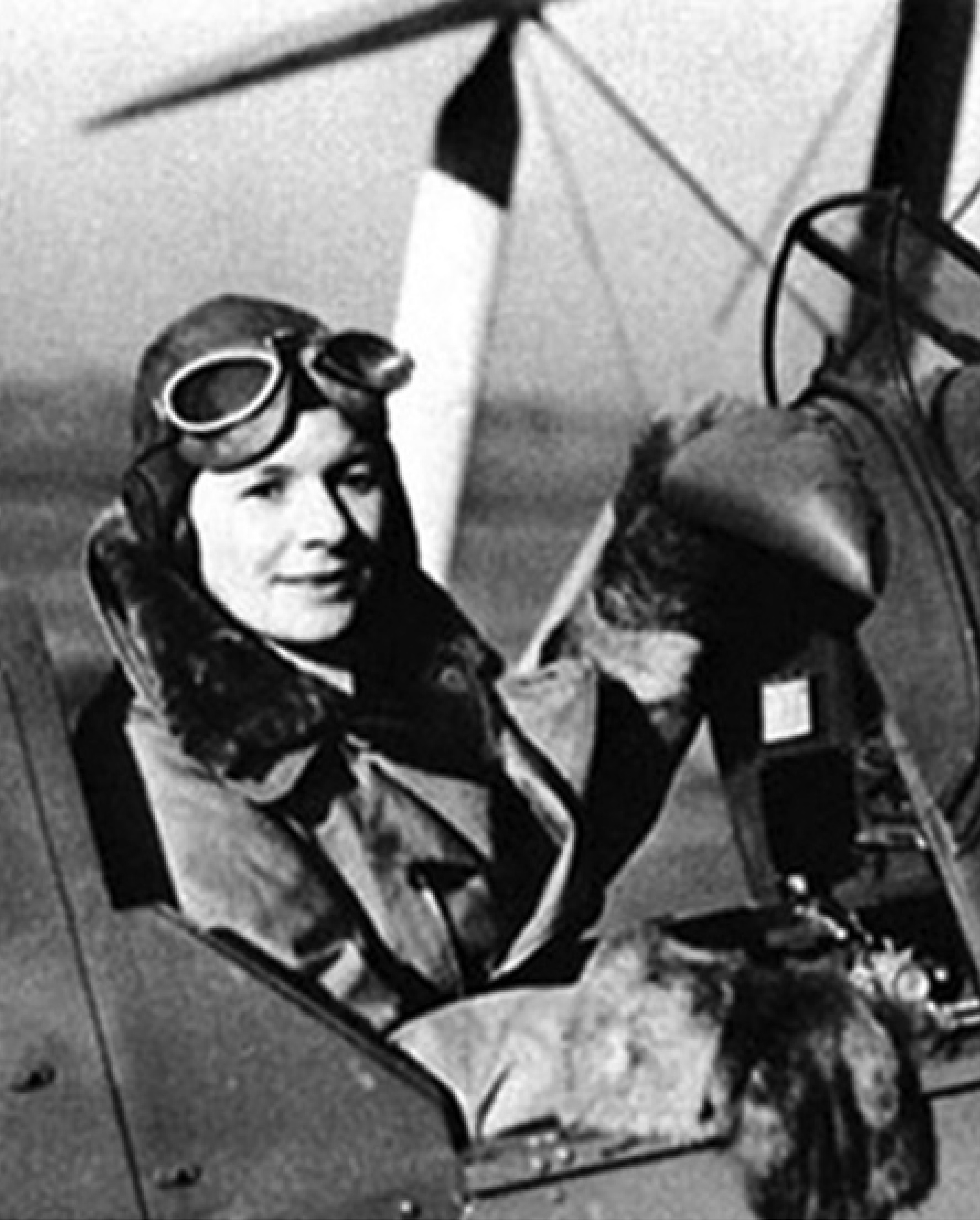
عفت تجارتچی، نخستین بانوی هوانورد ایران، رشته خلبانی
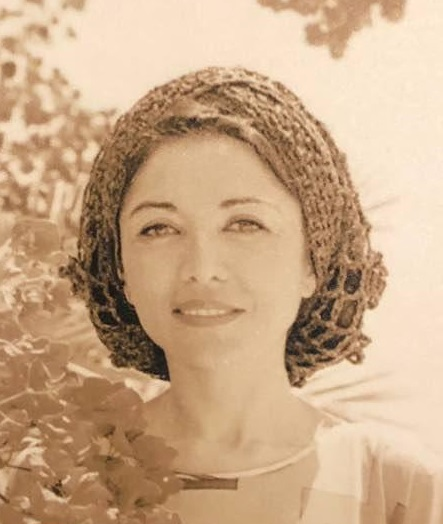
فاطمه پهلوی، رشته خلبانی، شاهدخت پهلوی
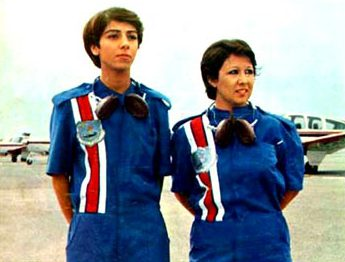
اكرم منفرد آریا ( راست ) و ساساندخت ساسانى ( چپ )، رشته خلبانی
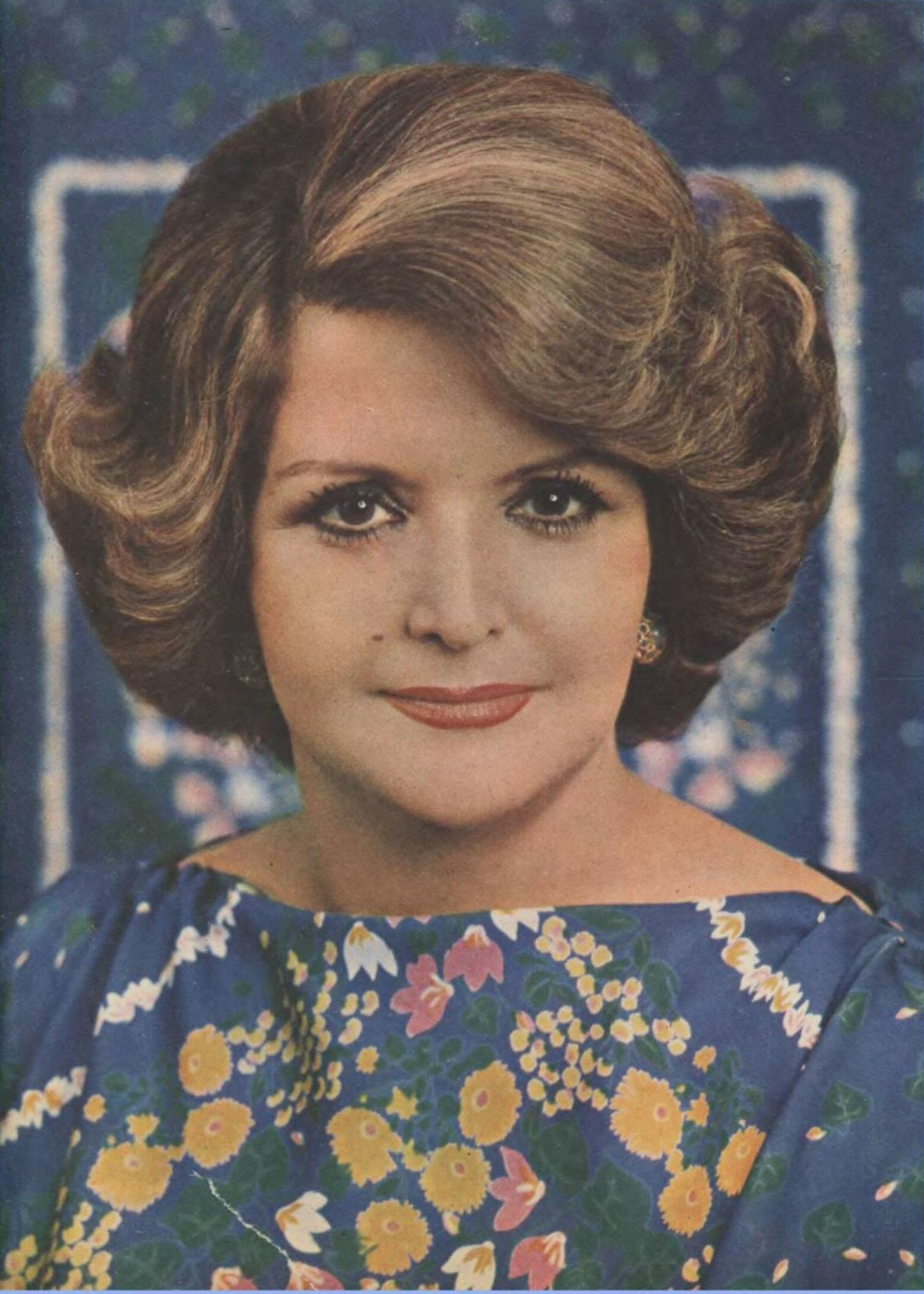
پوران، رشته خلبانی، خواننده
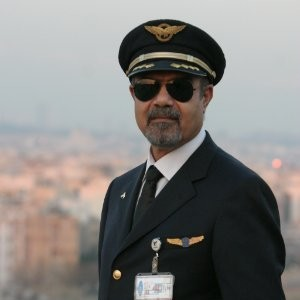
هوشنگ شهبازی، دانش‌آموخته رشته مراقبت پرواز، خلبان
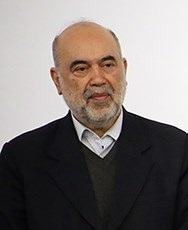
علی عابدزاده، دانش‌آموخته رشته تعمیر و نگهداری هواپیما، رییس سازمان هواپیمایی
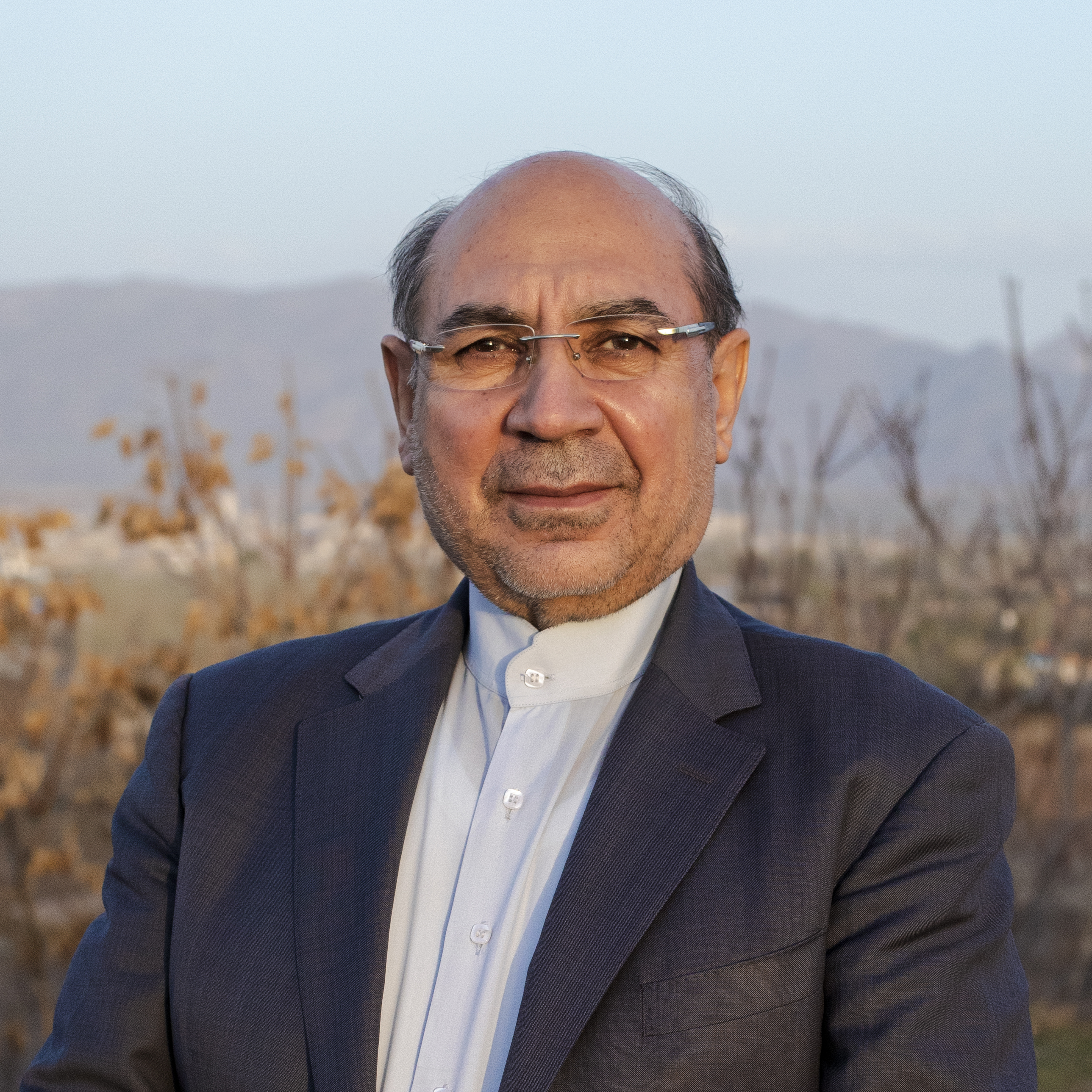
جمشید قنبری ممان، دانش‌آموخته الکترونیک هواپیمایی، نماینده مجلس شورای اسلامی
منصور ستاری، رشته مخابرات هواپیمایی، فرمانده کل نیروهوایی ارتش ایران

### کانون فارغ التحصیلان
کانون در سال ۱۳۹۵ هجری خورشیدی تأسیس گردید. با توجه به شروع فعالیت‌های کانون فارغ التحصیلان دانشکده، برخی از اهداف این کانون عبارتند از:
1. انعکاس نیازهای علمی و فنی بخش‌های مختلف اجرایی کشور به دانشکده[۴۴]
2. ایجاد تسهیلات لازم جهت استفاده فارغ التحصیلان از امکانات آموزشی، پژوهشی، فرهنگی و رفاهی دانشکده[۴۴]
3. برگزاری کنفرانس‌ها، سمینارها و گرده همایی‌های علمی، فنی، فرهنگی و اجتماعی[۴۴]
4. شناسایی توان علمی، فنی، تحقیقاتی و مدیریتی اعضای کانون و هدایت آن ها به مراکز مورد نیاز کشور[۴۴]
5. فراهم نمودن زمینه انجام پروژه‌های مشترک علمی و فنی بین دانشکده و بخش‌های اجرایی کشور[۴۴]
6. هماهنگی در امر بهره‌گیری استادان و دانشجویان از مراکز صنعتی کشور از طریق بازدیدهای علمی و تأمین دوره‌های کارآموزی مناسب برای دانشجویان[۴۴]
7. راهنمایی فارغ التحصیلان برای کاریابی و اشتغال در مراکز علمی و صنعتی کشور[۴۴]

## نگارخانه

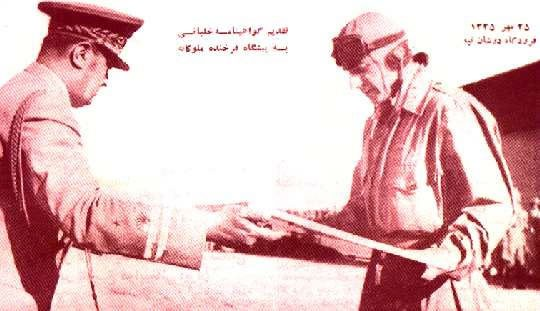
محمدرضاشاه، در حال گرفتن گواهینامه خلبانی، باشگاه خلبانی
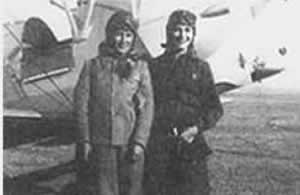
آنیا آوشید و عفت تجارتچی، نخستین زنان هوانورد ایران، فارغ التحصیل باشگاه خلبانی
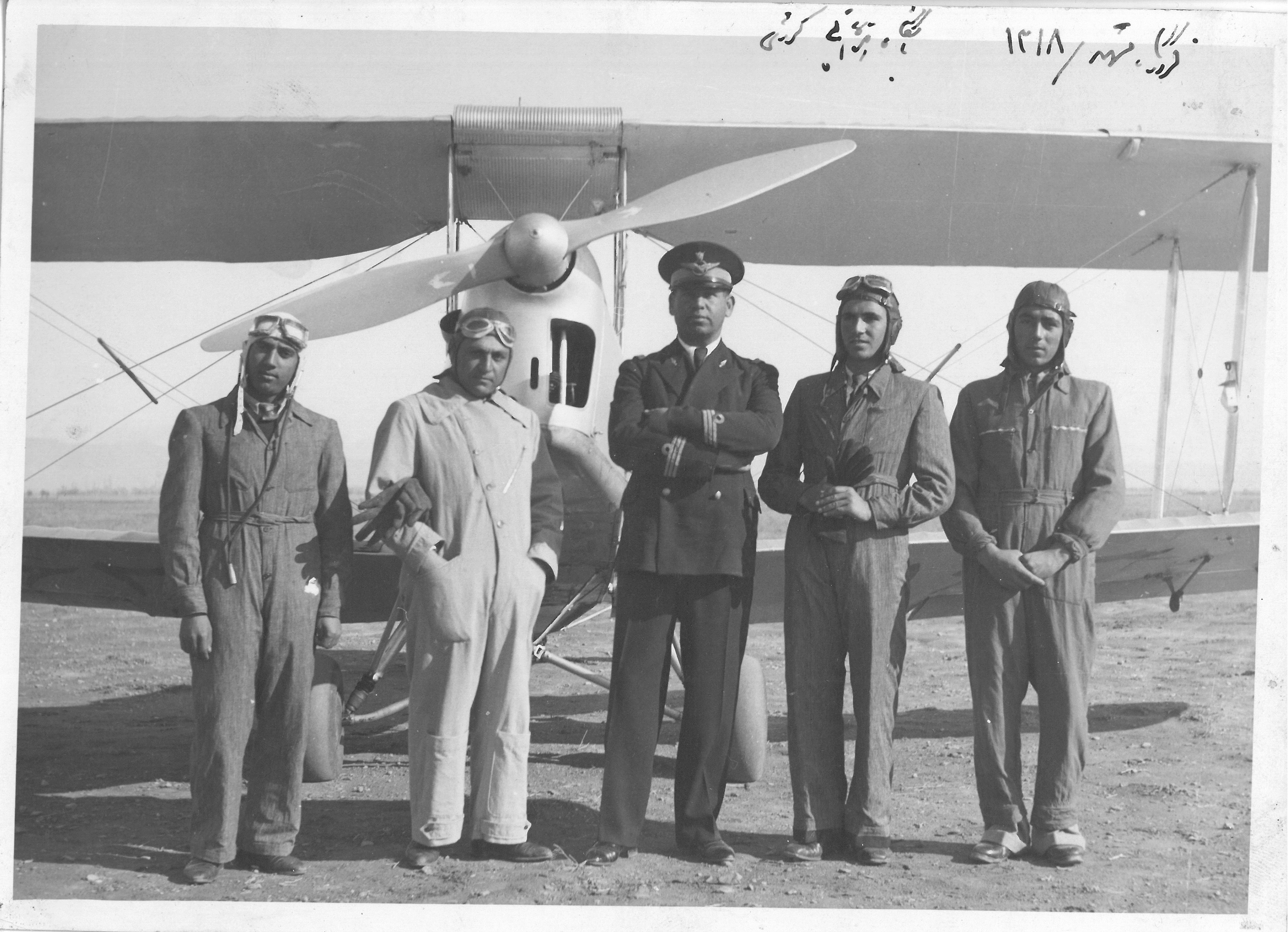
عکس یادگاری نخستین فارغ التحصیلان باشگاه خلبانی (فرودگاه مشهد) در سال ۱۳۱۸ هجری خورشیدی

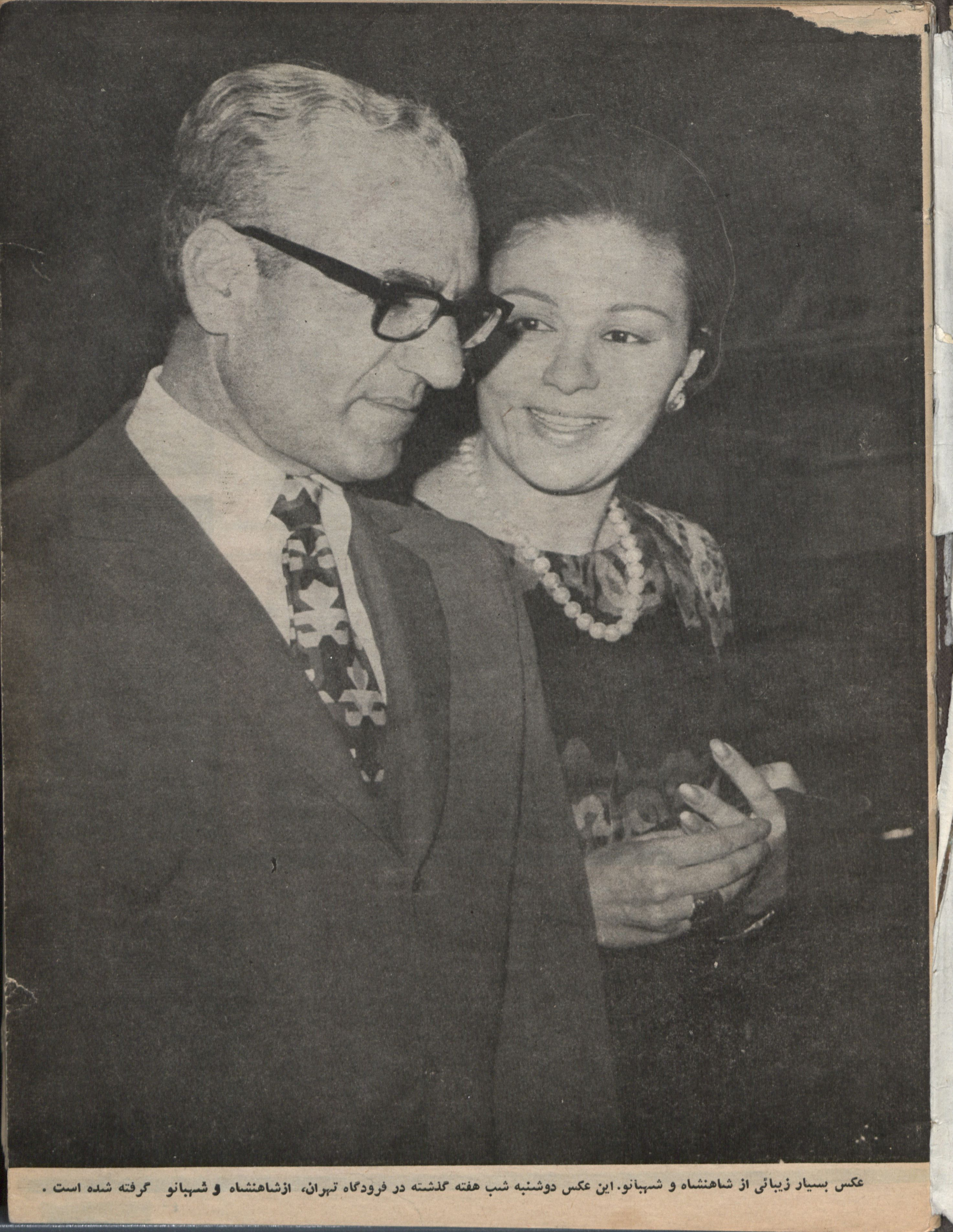
بازدید محمدرضا پهلوی و فرح پهلوی از مجموعه فرودگاه مهرآباد، مرکز آموزش عالی اختصاصی سازمان هواپیمایی کشور در ۲ مرداد ۱۳۴۹ منبع: اطلاعات هفتگی
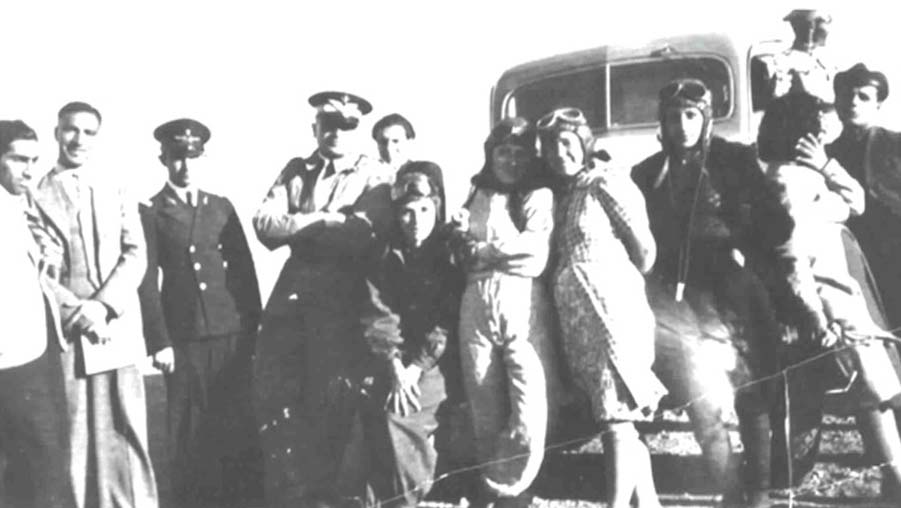
آینا اوشید، عفت تجارت‌چی و قدسیه فرخزاد، نخستین زنان ایرانی خلبان و فارغ‌التحصیل رشته خلبانی، محوطه فرودگاه مهرآباد
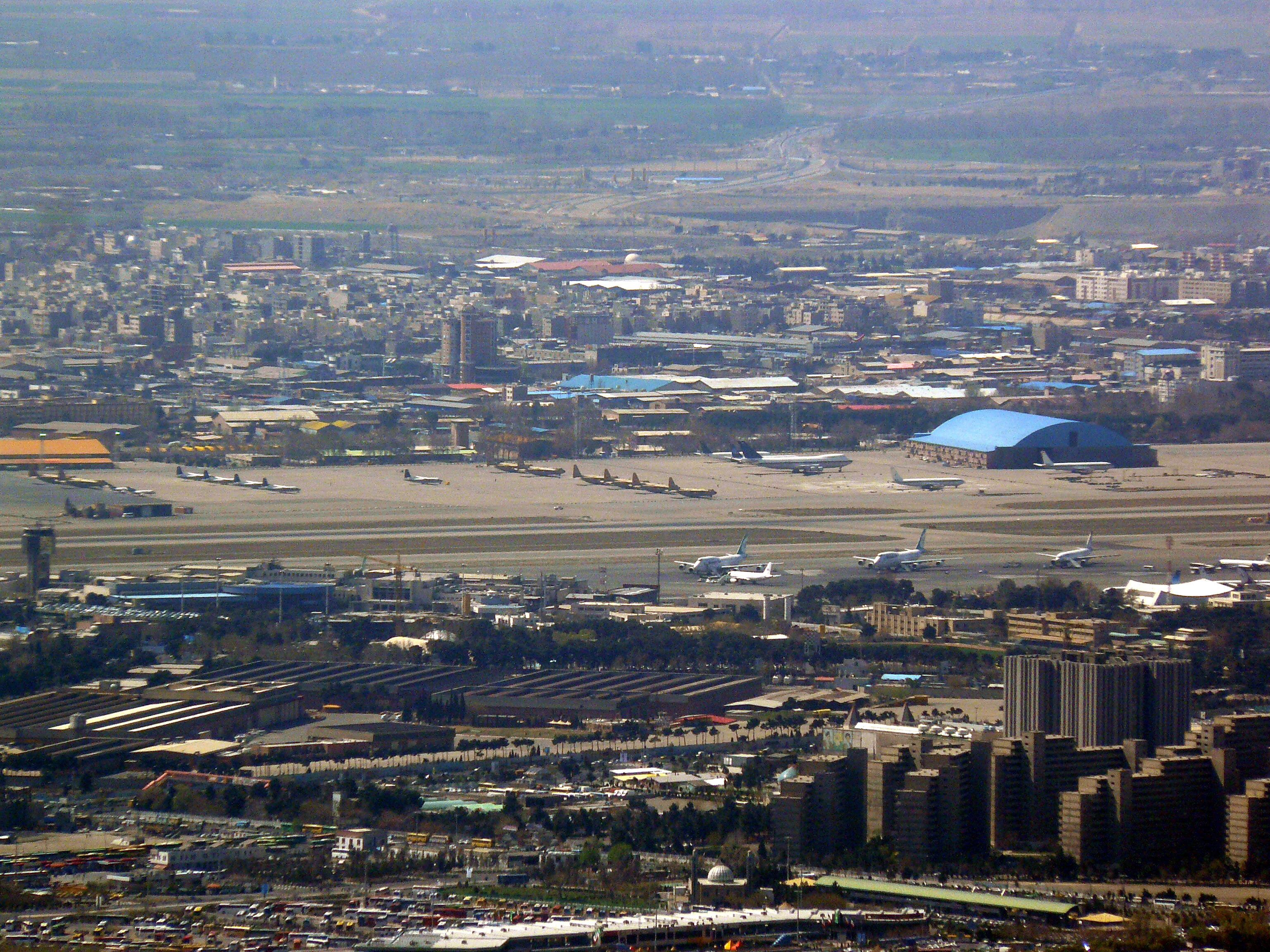
نمای دور از محوطه دانشکده
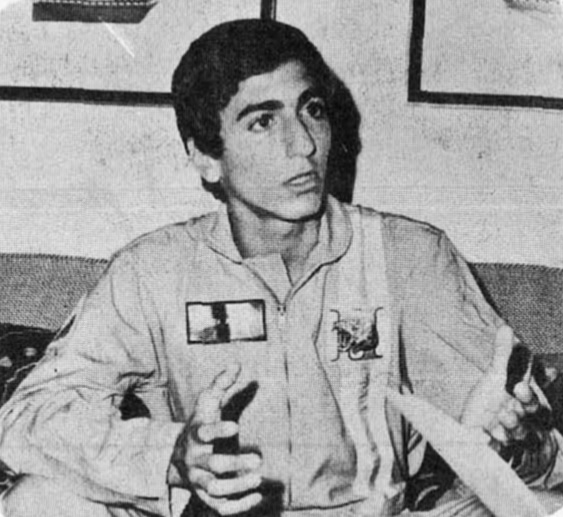
مصاحبه رضا پهلوی با خبرنگاران پس از پرواز، محوطه دانشکده آموزش عالی هواپیمایی کشور، فرودگاه مهرآباد
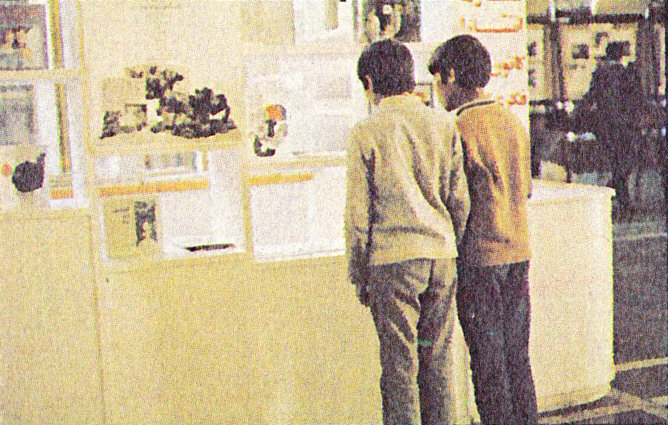
فروشگاه کانون پرورشی فکری کودکان و نوجوانان در فرودگاه مهرآباد در سال ۱۳۵۴
در نزدیکی دانشکده